# Chinaia cumara
Chinaia cumara är en insektsart som beskrevs av Kramer 1958. Chinaia cumara ingår i släktet Chinaia och familjen dvärgstritar. Inga underarter finns listade i Catalogue of Life.